# Туробин
Туро́бин (пол. Turobin) — деревня в Билгорайском повете Люблинского воеводства Польши. Административный центр гмины Туробин. Находится примерно в 32 км к северу от центра города Билгорай. По данным переписи 2011 года, в деревне проживало 983 человека. В 1420—1870 годы имел статус города.

## История
Впервые упоминается в 1389 году в акте дарения короля Владислава Ягелло туробинской волости из нескольких деревень подскарбию Димитрию из Горая. Уже после 1405 года это владение перешло к могучему великопольскому роду Шамотульских.
В 1420 году, благодаря усилиям Доброгоста Свидвы из Шамотул, кастеляна познанского и генерального великопольского старосты Владислав Ягайло своим привилегием наделяет Туробин городскими правами.
В 1581—1596 годах здесь находились арианская церковь польских братьев и арианская школа. В 1630 году «ариане» были конечном счёте удалены.
В 1648 году город был разрушен казаками, а в 1656 году — шведами. Кроме того, в XVII веке по городу прокатились пожары (1668, 1689, 1698 и 1699), войны (1612, 1648, 1653, 1657, 1672, 1690) и эпидемии (1626, 1653, 1656 и 1658).
В 1859 году в Туробине был большой пожар, уничтоживший большинство деревянных построек.
13 января 1870 года Туробин утратил статус города.

## Население
Демографическая структура по состоянию на 31 марта 2011 года:
|         | Всего | До трудоспособного возраста | Трудоспособного возраста | Старше трудоспособного возраста |
| ------- | ----- | --------------------------- | ------------------------ | ------------------------------- |
| Мужчины | 477   | 71                          | 347                      | 59                              |
| Женщины | 506   | 86                          | 272                      | 148                             |
| Всего   | 983   | 157                         | 619                      | 207                             |